# Tchistopol
Tchistopol (em russo:  Чи́стополь; em tártaro:  Чистай) é uma cidade e município do Tartaristão, Rússia. Sede do raion de Tchistopolski.

## Clima
O clima da cidade é o clima temperado, sendo registrada uma média anual de temperatura de 4,1 °C, com umidade em torno dos 69,8% e velocidade média do vento de 4,13 m/s.

## Demografia
No ano de 1989 a população de Tchistopol era composta em sua maioria por russos, que perfaziam 65,8% da população, tártaros que eram 30,2% e chuvaches que eram 2,1%.
Até 1989 a população da cidade apresentava crescimento positivo, após esta data o crescimento passou a ser negativo. De um total de 65 468 pessoas registradas em 1989, em 2010 foram registrados apenas 60 703.
| Fonte: |

## Galeria

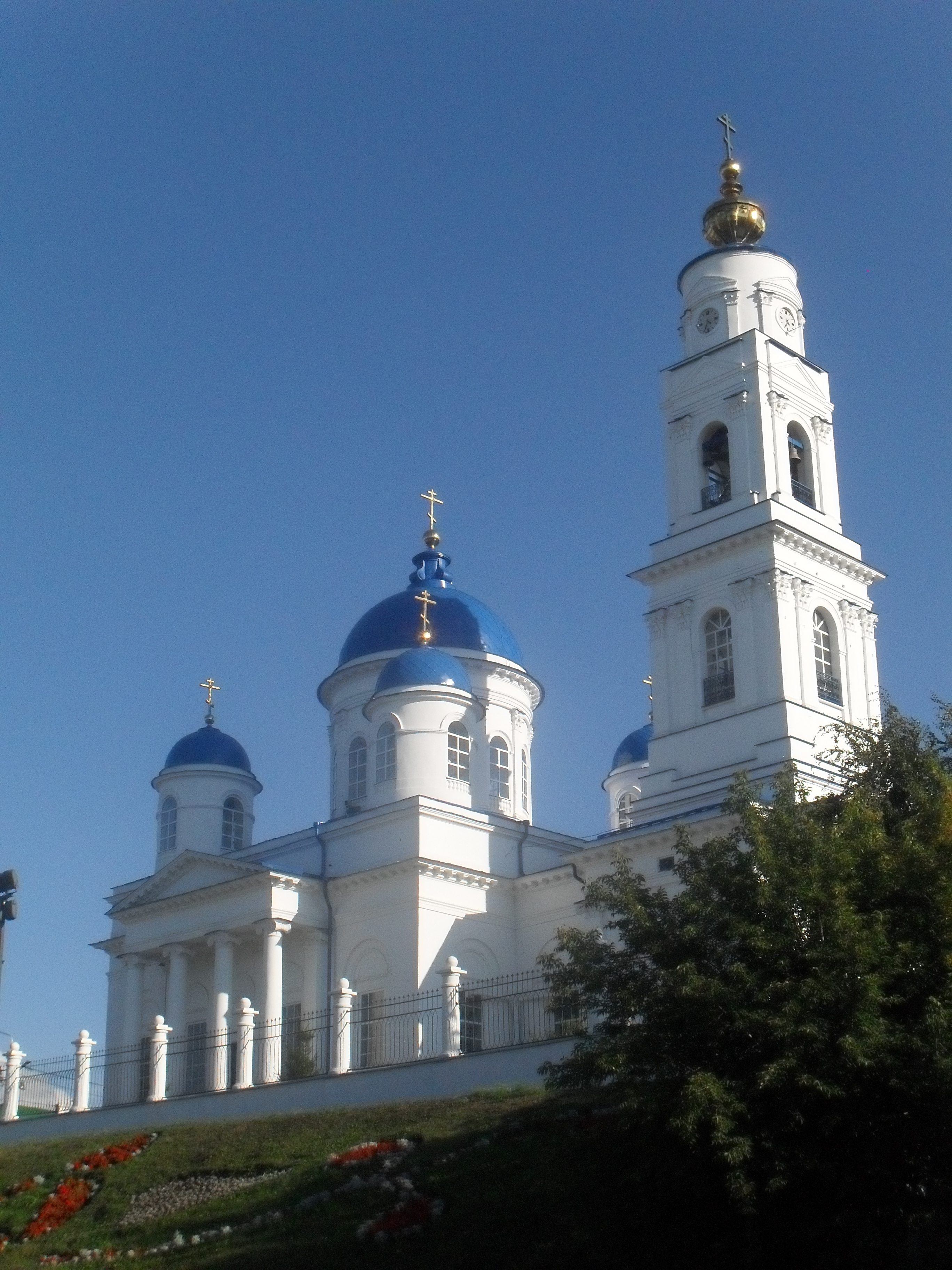
Catedral de São Nicolau
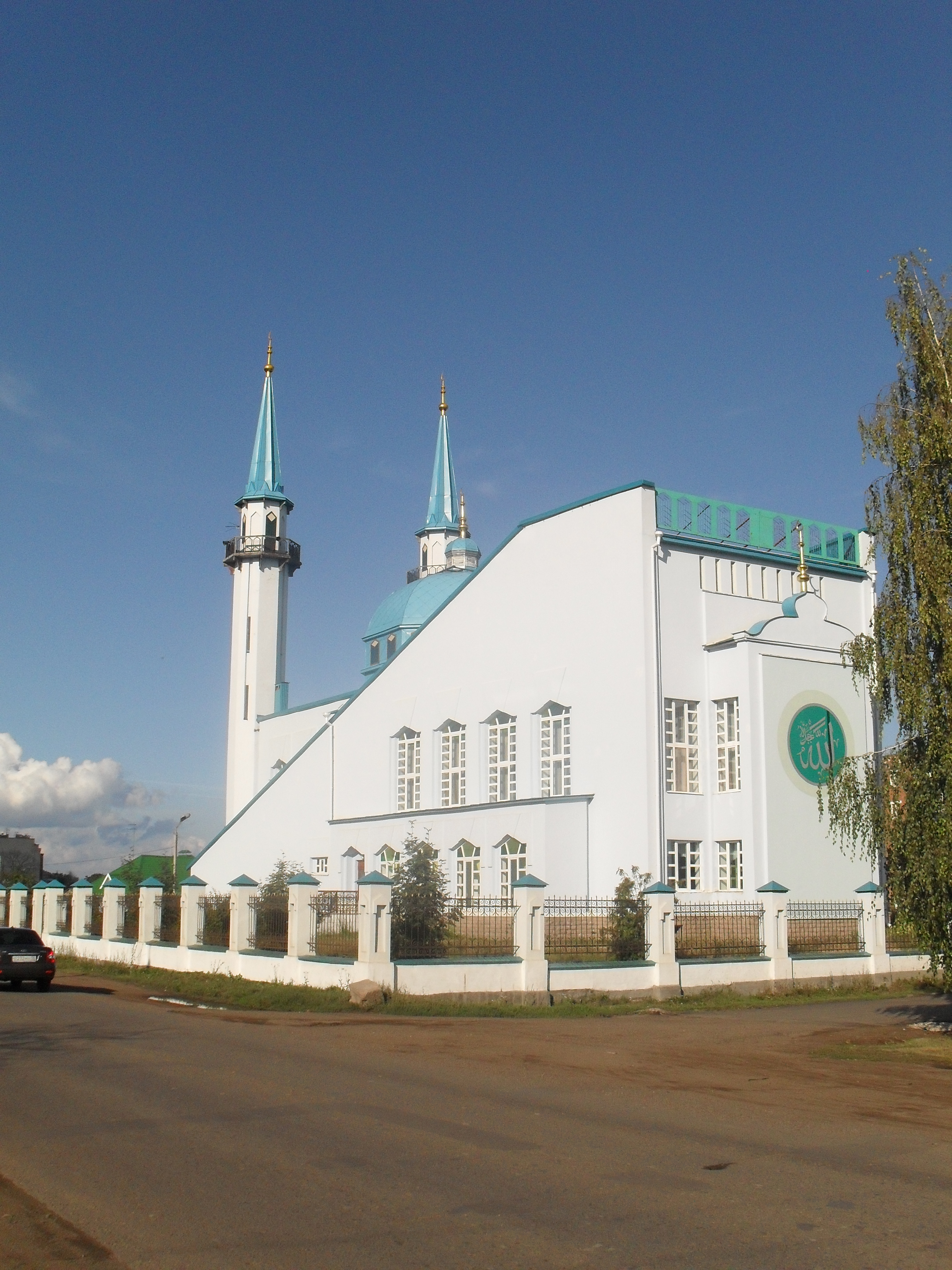
Mesquita Ikhlas
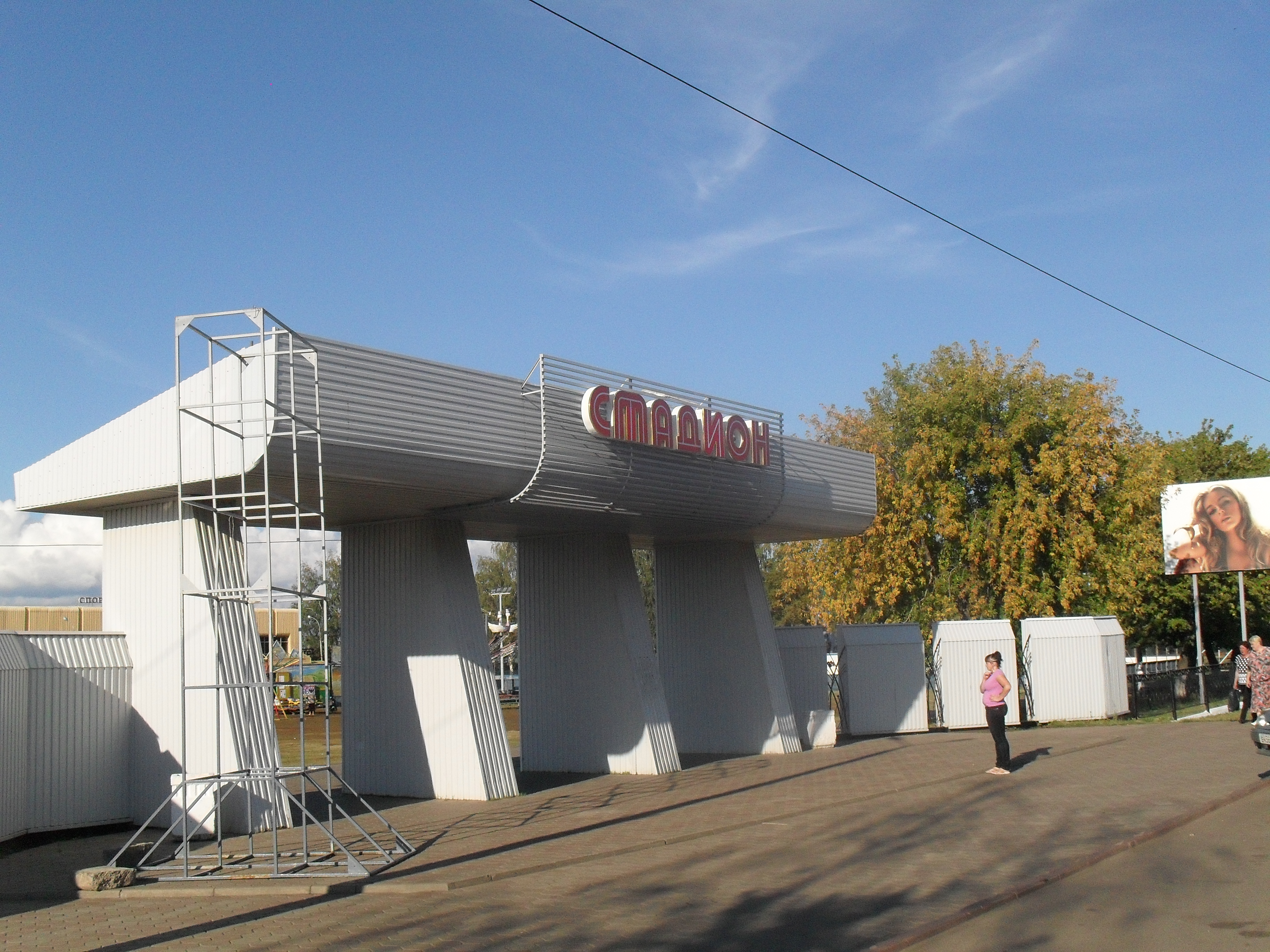
Estádio Tchistopolski.
Complexo memorial com uma chama eterna.Complexo memorial com uma chama eterna.